# Trương Tri Trúc Diễm

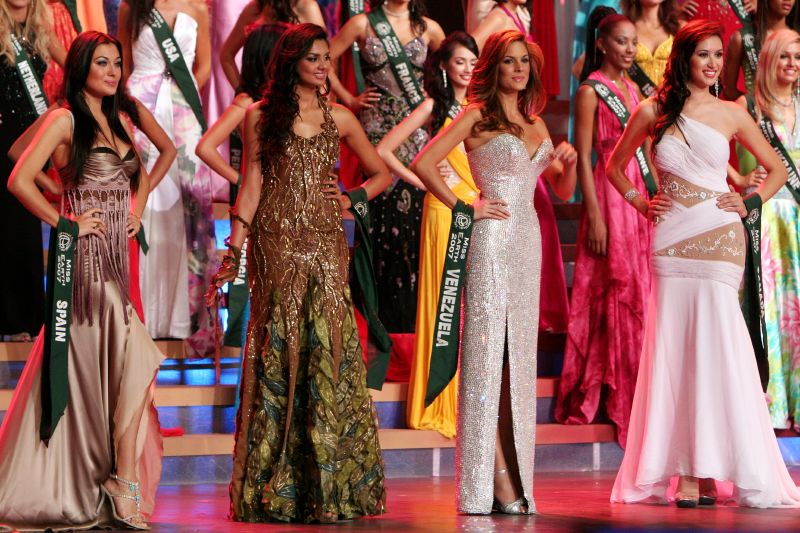
Trúc Diễm diện trang phục dạ hội màu vàng, đứng sau đại diện của Venezuela trong đêm chung kết Hoa hậu Trái Đất 2007.

Trương Tri Trúc Diễm với nghệ danh Baby J Trúc Diễm sinh tại Thành phố Hồ Chí Minh, là một người mẫu, diễn viên, đại sứ chiến dịch Xanh của UNESCO (2010) và Hoa Hậu Thời Trang Miss Earth , Á hậu 1 cuộc thi Hoa hậu Phụ nữ Việt Nam qua Ảnh 2005. 

## Sự nghiệp
Cô tốt nghiệp Học viện PSB tại Singapore với bằng Quản trị kinh doanh. Năm 2006, cô trở thành gương mặt đại diện cho nhiều thương hiệu và sản phẩm quốc tế tại Việt Nam và châu Á, thúc đẩy sự nghiệp người mẫu khi cô được chọn là người mẫu trẻ và thành công nhất năm 2006. Cô có thể nói tiếng Anh, tiếng Hàn Quốc và hiện tại cô đang học tiếng Trung Quốc.
Năm 2007, cô đại diện cho Việt Nam tham dự cuộc thi Hoa hậu Trái Đất được tổ chức tại Manila, Philippines. Tuy không lọt Top 16 của cuộc thi nhưng cô đã chiến thắng giải thưởng phụ Hoa hậu Thời trang, đồng thời trong cùng năm cô được chuyên trang sắc đẹp Globalbeauties xếp vào Top 50 Miss Grand Slam. Cô cũng tham dự Hoa hậu Quốc tế 2011 tại Trung Quốc và lọt vào Top 15.
Sau khi tham gia Hoa hậu Trái Đất 2007, cô quyết định rẽ hướng trở thành diễn viên. Bộ phim đầu tiên của cô được sản xuất bởi Galaxy Studio, cô được chọn là nữ diễn viên chính trong bộ phim hài Tết năm 2010 Nhật ký Bạch Tuyết. Bộ phim này không thành công nhưng tài năng diễn xuất của Trúc Diễm được công nhận là tiềm năng, vì vậy cô quyết định tham gia lớp diễn xuất một cách nghiêm túc hơn để có sự nghiệp diễn xuất tốt hơn.
Năm 2010, Diễm ra mắt album Đơn giản và giành giải Album hòa âm phối khí trong liveshow tháng 7 của Album vàng 2010.
Năm 2012, Diễm trở lại khi cô là nữ diễn viên chính của bộ phim mới Đam mê do Phi Tiến Sơn đạo diễn được sản xuất bởi Hãng Phim truyện I. Đam mê đã được trình chiếu tại Liên hoan phim Việt Nam, Liên hoan phim Gloden Lotus, Liên hoan phim châu Á tại Malaysia (AIFFA). Sau thành công của bộ phim, cô tiếp tục thể hiện khả năng của mình qua vai diễn Hà My trong bộ phim Âm mưu giày gót nhọn của đạo diễn Trần Hàm năm 2013, bộ phim đã gây tiếng vang lớn không chỉ ở Việt Nam mà còn ở Hoa Kỳ và Úc. Trong năm 2013, cô cũng khiến bộ phim nổi tiếng hơn khi cô được chọn làm đại diện cho nữ diễn viên Việt Nam ở liên hoan phim Cannes. Cô tâm sự rằng "giấc mơ trở thành sự thật".
Năm 2021, cô hiện đang dẫn chương trình Talkshow Trúc Diễm Show trên Đài Vietface TV.

## Hoa hậu Trái Đất 2007
Cô được Bộ Văn Hóa, Thể thao và Du lịch cấp phép tham dự cuộc thi Hoa hậu Trái Đất 2007 tại Manila, Philippines nhưng cô không lọt Top 16 người đẹp nhất. Tuy nhiên, cô đã giành giải thưởng phụ Miss Fashion (Hoa hậu Thời trang). Phần thi này được tổ chức tại Việt Nam - quốc gia đồng đăng cai cuộc thi năm đó. Theo Globalbeauties, Trúc Diễm lọt Top 50 Miss Grand Slam 2007.

## Hoa hậu Quốc tế 2011
Cô từng là ứng cử viên nặng ký cho vương miện Hoa hậu Quốc tế 2011. Mặc dù được các chuyên gia sắc đẹp đánh giá cao nhưng cô đã phải dừng chân ở Top 15 chung cuộc. Cô cũng được Globalbeauties xếp vào Top Miss Grand Slam nhưng lần này cô chỉ lọt Top 100.

## Đời tư
Cô đã kết hôn với John Từ, một Việt kiều Mỹ vào năm 2015. 
Đến ngày 28 tháng 12 năm 2021, cô thông báo trên trang facebook cá nhân mình đã chính thức ly hôn.
Hiện cô vẫn chưa có con do đang phải điều trị căn bệnh cường giáp.